# MRPL30
MRPL30‏ (Mitochondrial ribosomal protein L30) هوَ بروتين يُشَفر بواسطة جين MRPL30 في الإنسان.